# Alfredo da Graça Couto
Alfredo da Graça Couto (São Luiz, Maranhão, 30 de junho de 1864 – Rio de Janeiro, 4 de agosto de 1917) foi um médico brasileiro.
Foi eleito membro da Academia Nacional de Medicina em 1898, ocupando a Cadeira 52, que tem Paulo de Figueiredo Parreiras Horta como patrono.